# Pseudorobillarda peltigerae
Pseudorobillarda peltigerae is een korstmosparasiet en behoort tot de klasse Dothideomycetes. Het komt voor op het klein leermos (Peltigera rufescens).

## Verspreiding
In Nederland komt het zeer zeldzaam voor.